# Corta Esperanza (Tharsis)
La Corta Esperanza es un yacimiento minero español situado en la zona de Tharsis, dentro del municipio de Alosno, en la provincia de Huelva, comunidad autónoma de Andalucía. Actualmente la corta tiene unas dimensiones de 930 metros de longitud, 100 metros de anchura y 50 metros de profundidad.
Desde 2014 está inscrita en el Catálogo General del Patrimonio Histórico Andaluz y cuenta con la catalogación de Bien de Interés Cultural.

## Historia
Las labores extractivas en este criadero cuprífero comenzaron a finales del siglo XIX por parte de la Tharsis Sulphur and Copper Company Limited. Tras realizarse algunos trabajos de exploración mediante pozos, la explotación de la zona se acabaría realizando mediante minería a cielo abierto. Se formó un agujero de grandes dimensiones del cual se extraía la pirita; se calcula que la compañía de Tharsis obtuvo de este yacimiento alrededor de 30.000 toneladas de cobre. La que acabaría conociéndose como Corta Esperanza se encontraba situada a poca distancia del Filón Sur de Tharsis.